# Понпьер
Понпье́р (фр. Pontpierre) — коммуна во французском департаменте Мозель региона Лотарингия. Относится к кантону Фолькемон.

## География
Понпьер расположен в 35 км к востоку от Меца и в 3 км к востоку от центра кантона Фолькемона. Соседние коммуны: Тетен-сюр-Нье на северо-востоке, Леллен на востоке, Геслен-Эмерен на юго-востоке, Валь-ле-Фолькемон на юго-западе, Фолькемон на западе.
Стоит на реке Нид.

## История
- Следы галло-романской культуры.
- В 1309 году Понпьер зависел от аббатства Сен-Мартен-де-Гландьер.

## Демография
По переписи 2008 года в коммуне проживало 783 человека.	

## Достопримечательности
- Церковь в неоготическом стиле 1879 года.